# Kvarnsjön, Gladö
Kvarnsjön är en sjö i Botkyrka kommun och Huddinge kommun i Södermanland som ingår i Tyresåns huvudavrinningsområde. Sjön är 7,2 meter djup, har en yta på 0,556 kvadratkilometer och befinner sig 43,1 meter över havet. Äldre namn är Oxnan och Gladökvarnsjön.

## Allmänt
Tillflödet kommer från Hacksjön och utflödet rinner via Kvarnbäcken ut i Orlången. Sjön ingår i Tyresåns sjösystem. Vid norra sidan av Kvarnsjön ligger tätorten Gladö kvarn.
Kvarnsjöns vattenkraft har nyttjas sedan medeltiden. Till en början för att driva en brädsåg, senare en mjölkvarn. Kvarnbäcken nyttjades under 1900-talets början för produktion av el-kraft i en mindre kraftstation.
Det finns ytterligare en sjö till i Huddinge kommun med namnet Kvarnsjön, se Kvarnsjön, Lissma.

## Delavrinningsområde
Kvarnsjön ingår i delavrinningsområde (656597-162608) som SMHI kallar för Utloppet av Orlången. Medelhöjden är 46 meter över havet och ytan är 32,16 kvadratkilometer. Det finns ett avrinningsområde uppströms, och räknas det in blir den ackumulerade arean 45,14 kvadratkilometer. Avrinningsområdets utflöde Tyresån (Kålbrinksströmmen) mynnar i havet. Avrinningsområdet består mestadels av skog (61 procent). Avrinningsområdet har 3,46 kvadratkilometer vattenytor vilket ger det en sjöprocent på 10,4 procent. Bebyggelsen i området täcker en yta av 3,73 kvadratkilometer eller 11 procent av avrinningsområdet.

## Gladö Kvarnsjöns naturreservat
Reservatet bildades år 2014 och omfattar större delen av Kvarnsjön samt marken söder om sjön. Totala arealen är 212 hektar, därav 154 hektar land. Enligt Huddinge kommun, som äger och sköter reservatet, är syftet bland annat "att bevara och utveckla områdets värden för den biologiska
mångfalden. Sjöarna, våtmarkerna, vattendragen, bäckarna, skogsmarken, betesmarkerna och slåttermarkerna inom reservatet ska vårdas och skyddas. Syftet är vidare att bevara områdets värden för det rörliga friluftslivet".

## Bilder

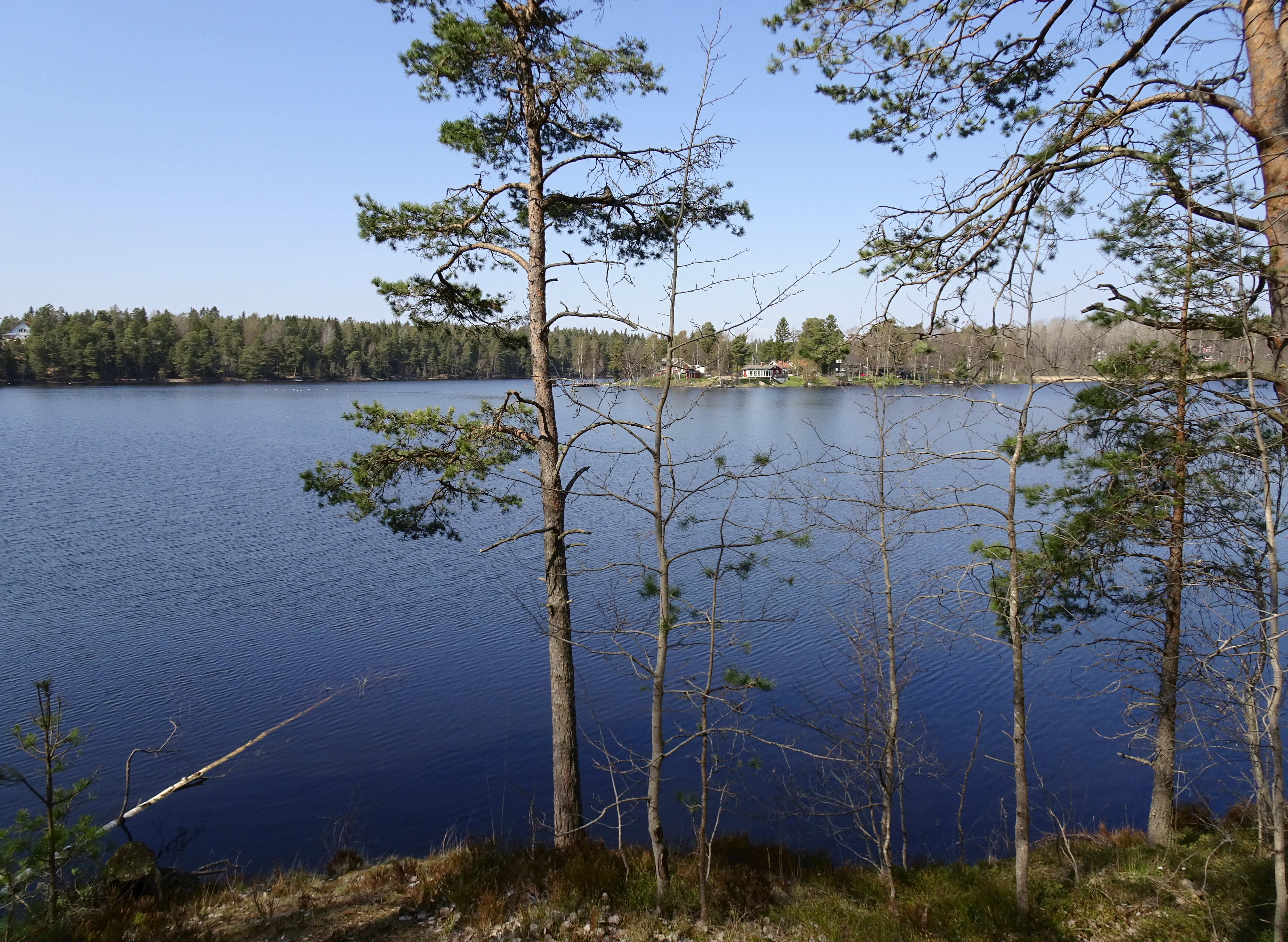
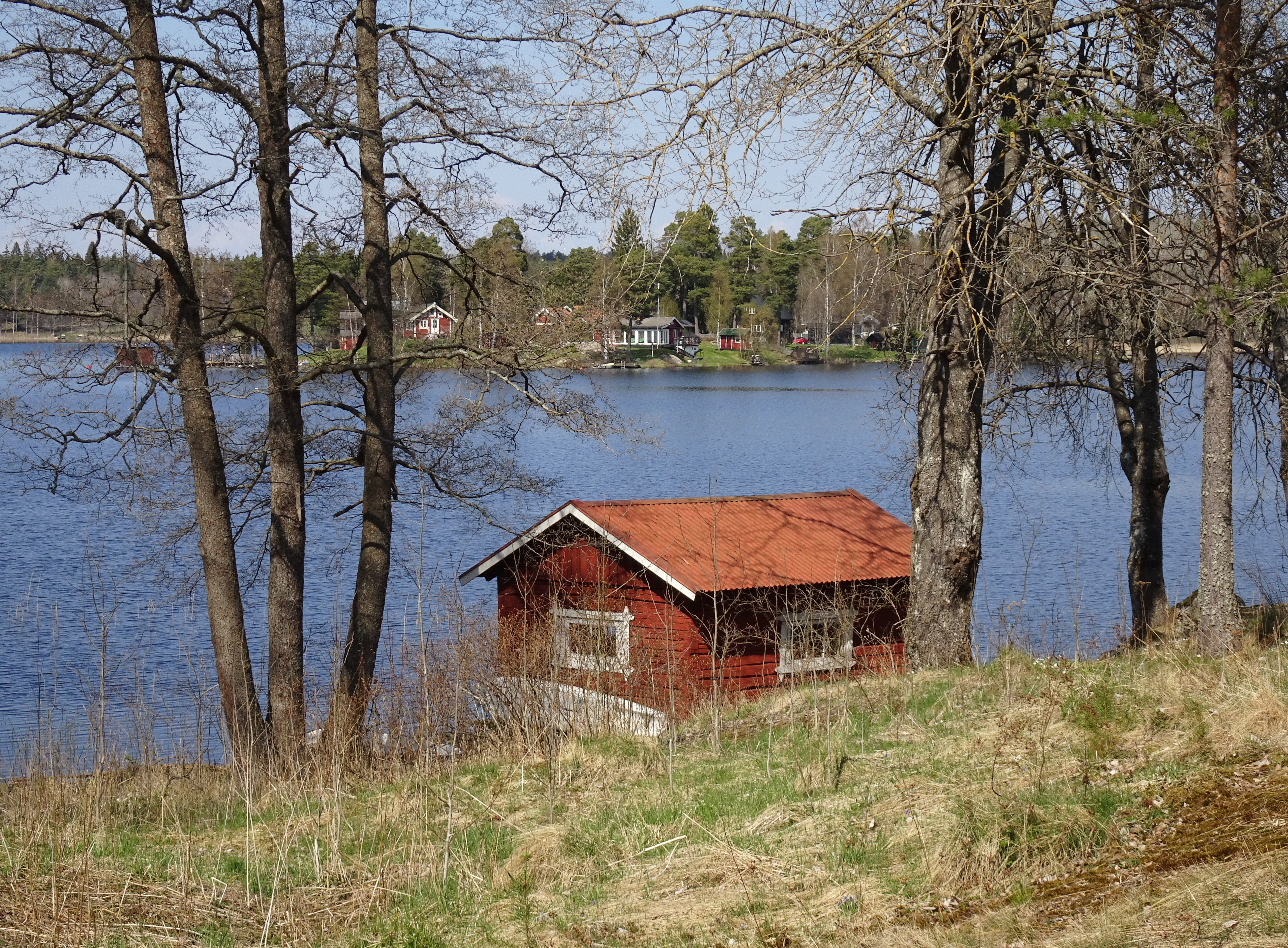
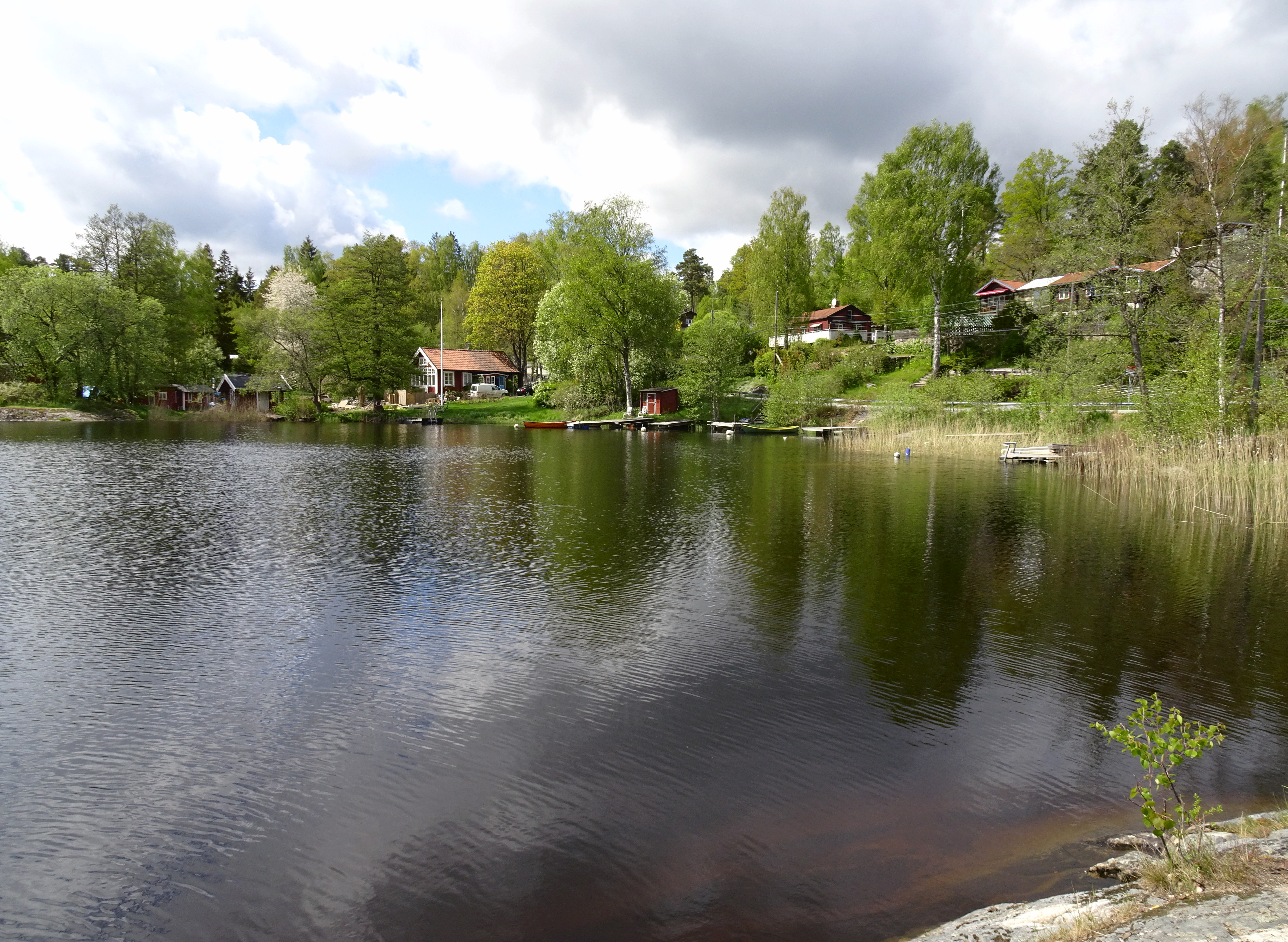

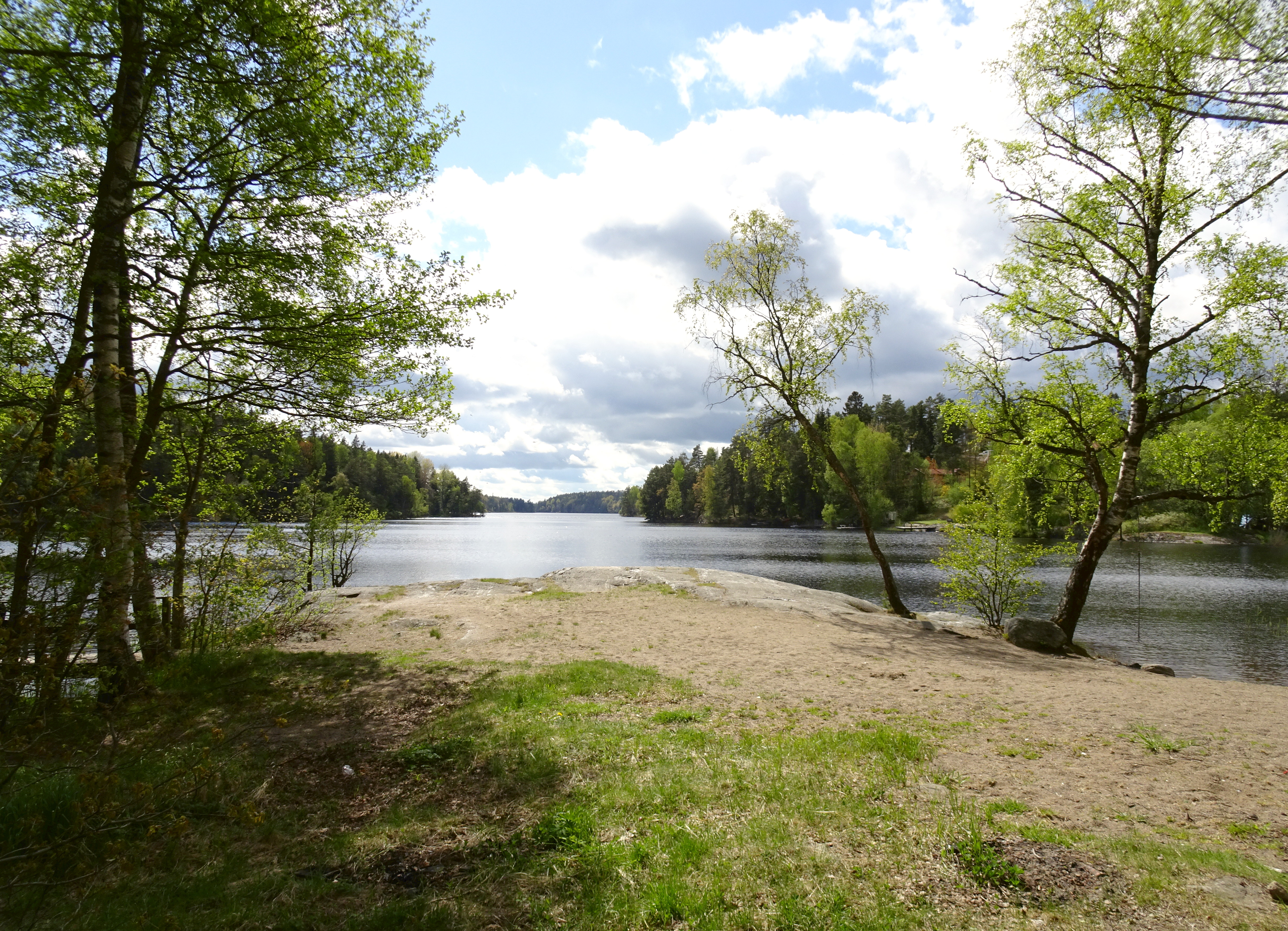
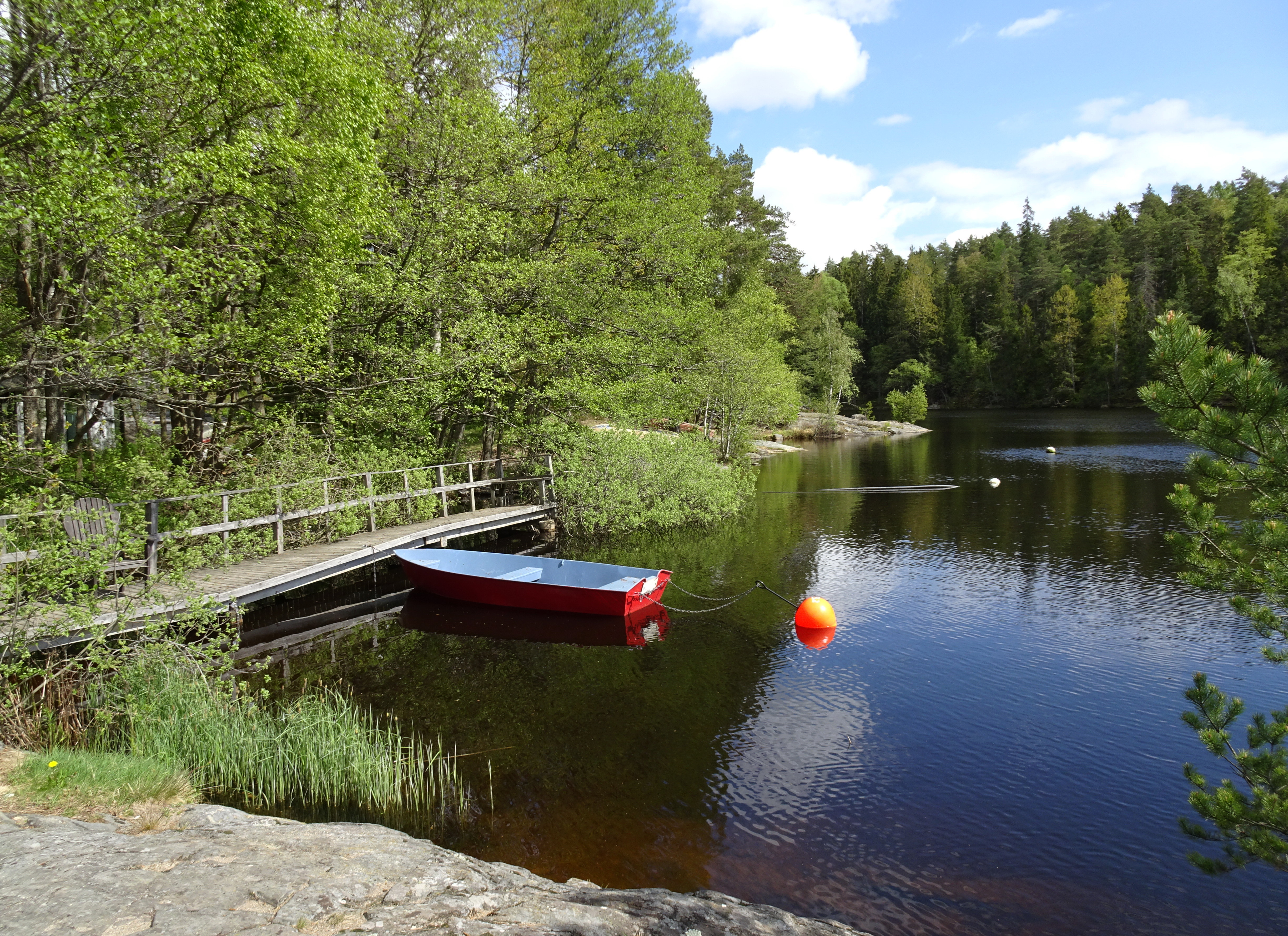
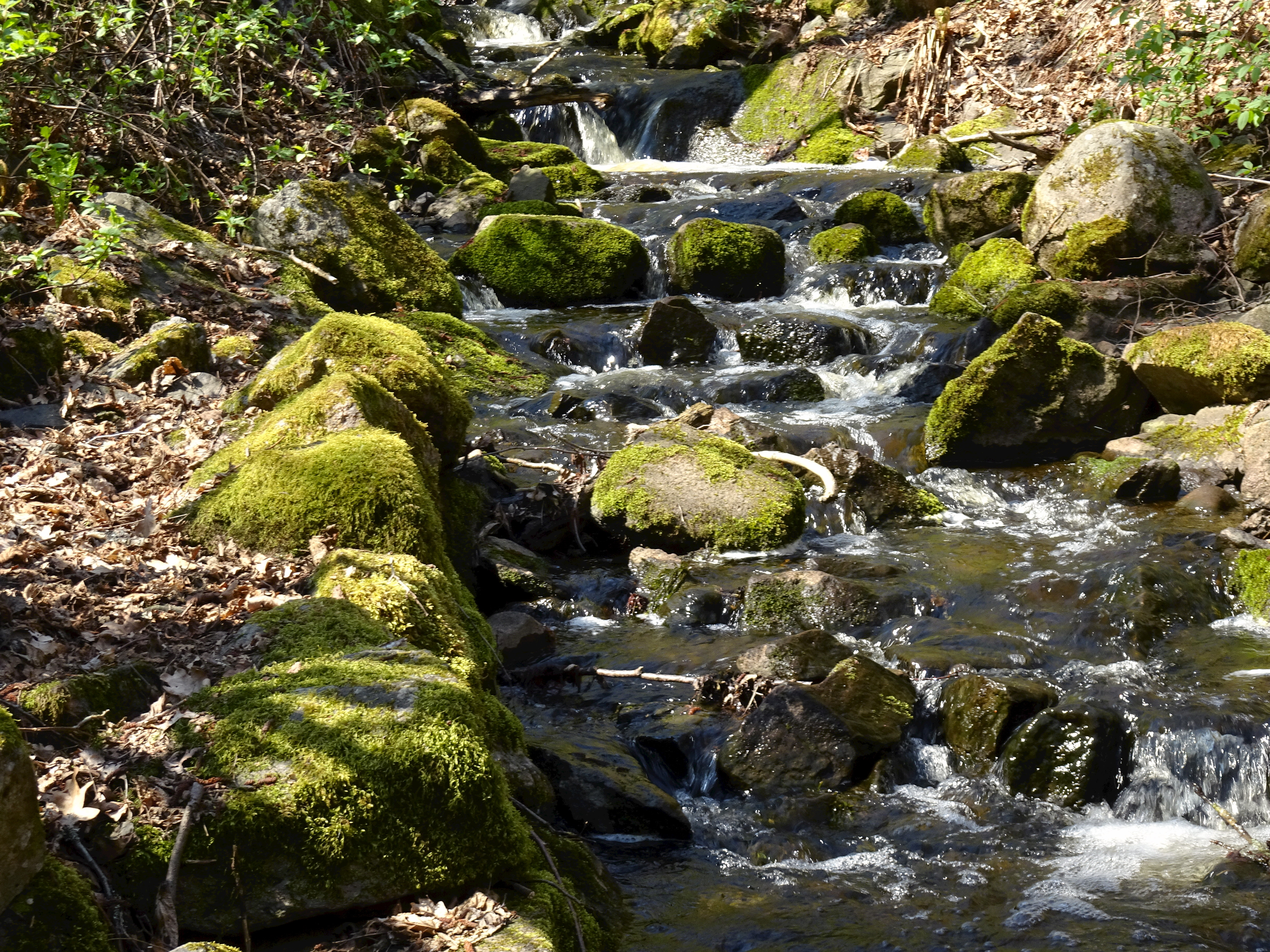